# Орион, Агустин
Агусти́н Игна́сио Орио́н (исп. Agustín Ignacio Orión; 26 июня 1981, Рамос-Мехия, Аргентина) — аргентинский футболист, наиболее известный по выступлениям за «Сан-Лоренсо» и «Боку Хуниорс». Вице-чемпион мира 2014 и Кубка Америки 2007 в составе сборной Аргентины.

## Биография
Агустин Орион начал свою профессиональную карьеру в клубе «Сан-Лоренсо де Альмагро» в Буэнос-Айресе . В сезоне 2006/07 помог команде одержать победу в чемпионате Аргентины. В 2002 он выиграл с командой Южноамериканский Кубок .
9 декабря 2009 году перешёл в «Эстудиантес», чтобы заменить Мариано Андухара, который был продан в «Катанию».
В 2011 году «Эстудиантес» согласился продать Агустина в «Боку Хуниорс». Сумма перехода составила около 1,3 млн евро плюс в команду перешёл Кристиан Сельяй. С 2011 года считается одним из лучших вратарей в чемпионате Аргентины.
В сентябре 2011 года Алехандро Сабелья назначил Ориона основным вратарём на Кубок Рока. Там он сыграл оба матча против сборной Бразилии
Участник чемпионата мира 2014 года.

## Награды
- Чемпион Аргентины (3): Клаусура 2007, Апертура 2010, 2015
- Обладатель Кубка Аргентины (2): 2011/12, 2014/15
- Чемпион Чили (1): 2017
- Обладатель Суперкубка Чили (2): 2017, 2018
- Финалист Кубка Либертадорес (1): 2012
- Победитель Южноамериканского кубка (1): 2010
- Вице-чемпион мира (1): 2014
- Вице-чемпион Кубка Америки (1): 2007